# Charinus pescotti
Espèce
Charinus pescotti est une espèce d'amblypyges de la famille des Charinidae.

## Distribution
Cette espèce est endémique du Queensland en Australie,.

## Description
La femelle holotype mesure 7,1 mm.
La carapace des mâles mesure de 2,63 à 3,10 mm de long sur de 3,92 à 4,40 mm et celle des femelles de 2,05 à 3,30 mm de long sur de 2,91 à 4,85 mm.

## Étymologie
Cette espèce est nommée en l'honneur du botaniste et entomologiste australien Richard Pescott (d) (1905-1986).

## Publication originale
- (en) R. A. Dunn, « New Pedipalpi from Australia and the Solomon Islands », Memoirs of the National Museum of Victoria, Melbourne, Inconnu, vol. 16,‎ 1949, p. 7-15 (ISSN 0083-5986, DOI 10.24199/J.MMV.1949.16.01, lire en ligne).